# Legno di conflitto
Per legno di conflitto (dall'inglese conflict timber), o legno di guerra, si intende il legname proveniente da operazioni legate direttamente a conflitti armati: sia nel caso di conflitti alimentati o finanziati con lo sfruttamento delle foreste e il commercio di legname, sia nel caso di conflitti emersi per il controllo dei questa risorsa.
In alcuni casi il commercio viene praticato direttamente da gruppi armati, in altri da imprese ad essi collegate. Allo stesso modo lo sfruttamento delle foreste può essere gestito da compagnie del legno, da branche dall'amministrazione civile, o direttamente dall'esercito o da gruppi armati e fazioni ribelli, allo scopo di alimentare un conflitto o di trarre vantaggio e guadagno dal conflitto stesso.

## Origine del termine
Il termine è stato coniato dal Comitato degli esperti del Consiglio di Sicurezza dell'ONU incaricato di indagare sul legame tra la guerra in corso nella Repubblica Democratica del Congo lo sfruttamento delle risorse del paese da parte delle fazioni armate e dei diversi eserciti occupanti.
Il fenomeno del legno di conflitto si intreccia spesso con quello del legno illegale, o disboscamento illegale, benché si tratti di fenomeni distinti. In alcuni casi, sono le stesse autorità statali a impiegare il settore forestale e il commercio di legname per finanziare conflitti interni o esterni, promulgando apposite leggi o regolamenti per agevolare questa pratica. In tali casi il fenomeno può risultare legale dal punto di vista delle leggi interne del paese, mentre può essere considerato dall'ONU come una violazione della legalità internazionale.

## Casi diLegno di conflitto
Successivamente la definizione di conflict timber è stata impiegata da Global Witness, per denunciare simili casi in Myanmar (Birmania), Cambogia e Liberia, portando alla luce innumerevoli altri casi di coinvolgimento di compagnie del legno nel supporto diretto o indiretto ad eserciti ribelli o a governi dittatoriali. In esempio emblematico è dato dalle concessioni forestali nell'area sotto il controllo del Karen Buddhist Army in Birmania, demarcate con le mine antiuomo, causa di numerose vittime civili.